# Jean-Paul Hanquier
Jean-Paul Hanquier, né le 12 mai 1953, est un kayakiste français.

## Palmarès

### Jeux olympiques
- Jeux olympiques de 1976 à Montréal :
  - Quatrième de la finale du K-2 1 000 m avec Alain Lebas

### Championnats du monde
- Championnats du monde de course en ligne de canoë-kayak de 1978 à Belgrade :
  -  Médaille d'argent en K-2 10 000 m avec Alain Lebas